# Гравитация (фильм)
«Гравита́ция» (англ. Gravity) — американо-британский научно-фантастический триллер 2013 года, седьмой полнометражный фильм режиссёра Альфонсо Куарона. В главных ролях Сандра Буллок и Джордж Клуни играют американских астронавтов, пытающихся вернуться на Землю после крушения их космического шаттла на орбите. Куарон написал сценарий вместе со своим сыном Хонасом и пытался разработать фильм в Universal Pictures. Позже права на распространение приобрела Warner Bros. Pictures. Дэвид Хейман, ранее работавший с Куароном над фильмом «Гарри Поттер и узник Азкабана» (2004), выступил продюсером фильма вместе с ним. Производство фильма «Гравитация» полностью проходило в Великобритании, где британская компания Framestore, специализирующаяся на визуальных эффектах, потратила более трёх лет на создание большей части визуальных эффектов фильма, которые занимают более 80 из 91 минуты.
Картина удостоена высоких оценок мировой кинопрессы и, по данным Metacritic, по количеству положительных рецензий в году занимает второе место после исторической драмы «12 лет рабства». По данным Rotten Tomatoes, по числу положительных отзывов в году фильм на лидирующей позиции, опередив «Перед полуночью» (2-е место) и «12 лет рабства» (3-е место). «Гравитация» вошла в подавляющее количество списков лучших фильмов 2013 года, среди признавших её таковой — редакции авторитетных журналов Empire и Time.
Фильм «Гравитация» открыл 70-й Венецианский международный кинофестиваль 28 августа 2013 года, а его североамериканская премьера состоялась три дня спустя на кинофестивале в Теллурайде. После выхода на экраны «Гравитация» получила широкое признание критиков, высоко оценив режиссуру, визуальные эффекты, операторскую работу, актёрскую игру и музыку. Считаясь одним из лучших фильмов 2013 года, он вошёл в многочисленные годовые списки критиков и был выбран Американским институтом киноискусства в их ежегодном списке «Фильм года». Фильм стал восьмым по кассовым сборам фильмом года, собрав более 723 миллионов долларов по всему миру при производственном бюджете около 100 миллионов долларов.
«Гравитация» получила 10 ведущих номинаций на 86-й церемонии вручения премии «Оскар», включая «Лучший фильм» и «Лучшая женская роль» (Буллок), и выиграла 7 ведущих наград, включая «Лучшая режиссура» (Куарон). На 67-й церемонии вручения кинопремии Британской академии кинофильмов фильм получил 11 номинаций, включая «Лучший фильм» и «Лучшая женская роль» (Буллок), и завоевал 6 главных наград, включая «Выдающийся британский фильм» и «Лучшая режиссура» (Куарон). Фильм также получил 4 номинации на 71-й церемонии вручения премии «Золотой глобус», включая «Лучший фильм – драма» и «Лучшая женская роль — драма» (Буллок), а Куарон победил в номинации «Лучшая режиссёрская работа».
На 19-й церемонии вручения премии Выбор критиков фильм получил 10 номинаций, включая «Лучший фильм» и «Лучшая женская роль» (Буллок), и завоевал 7 главных наград, включая «Лучший научно-фантастический/хоррор фильм», «Лучшая режиссуру» (Куарон) и «Лучшая женская роль в боевике» (Буллок). Буллок также была номинирована на премию Гильдии киноактёров США за лучшую женскую роль, а фильм получил премию Рэя Брэдбери в 2013 году и премию Хьюго за лучшую постановку в 2014 году. С момента выхода на экраны фильм неоднократно упоминался в числе лучших фильмов 2010-х и XXI века.

## Сюжет
Космический шаттл Эксплорер, которым командует астронавт-ветеран Мэтью «Мэтт» Ковальски, находится на околоземной орбите для обслуживания космического телескопа Хаббл (HST). Доктор Райан Стоун находится на борту в своей первой космической миссии, чтобы выполнить ряд работ по модернизации аппаратуры Хаббла. Во время выхода в открытый космос центр управления полётами в Хьюстоне  предупреждает экипаж Эксплорера о быстрорастущем облаке космического мусора, случайно образовавшемся в результате того, что русские сбили предположительно вышедший из строя спутник-шпион (см. синдром Кесслера), и приказывает экипажу немедленно возвращаться на Землю. Вскоре после этого связь с Центром управления полетами была потеряна, поскольку обломки вывели из строя ещё несколько спутников связи.
Обломки падают на Эксплорер и Хаббл, отрывая Стоун от шаттла и заставляя её кувыркаться в космосе. Ковальски, используя пилотируемый маневренный модуль (MMU), спасает Стоун, и они возвращаются на Эксплорер, обнаруживая, что шаттл получил катастрофические повреждения, а остальная часть экипажа мертва. Стоун и Ковальски решают использовать MMU для достижения Международной космической станции (МКС), которая находится на орбите примерно в 1450 км (900 милях) от них. По оценкам Ковальски, у них есть 90 минут до того, как поле обломков завершит орбиту и снова будет угрожать им.
По пути на МКС они обсуждают семейную жизнь Стоун и её дочь, которая рано погибла в результате несчастного случая. Когда они приближаются к станции, то видят, что экипаж МКС эвакуировался с помощью одного из двух своих космических кораблей Союз, а оставшийся космический корабль Союз получил повреждения из-за раскрытия парашюта в космосе, из-за чего он не смог вернуться на Землю. Ковальски предлагает использовать его для полёта на ближайшую космическую станцию Тяньгун, расположенную на расстоянии 100 км (60 миль), чтобы сесть на борт космического корабля Шэньчжоу и благополучно вернуться на Землю. Из-за нехватки воздуха и топлива они пытаются добраться до МКС; трос дуэта зацепился за одну из солнечных панелей станции. Нога Стоун запутывается в парашютных стропах Союза, и она хватается за лямку скафандра Ковальски, но вскоре становится ясно, что верёвки не выдержат их обоих. Несмотря на протесты Стоун, Ковальски отсоединяется от троса, чтобы спасти её от дрейфа вместе с ним. Стоун тянет обратно к МКС, в то время как Ковальски уплывает.
Стоун попадает на космическую станцию через воздушный шлюз модуля Пирс. Она не может восстановить связь с Ковальски или Землей и приходит к выводу, что теперь она единственная выжившая. Внутри станции вспыхивает пожар, вынуждающий её спешить к Союзу. Когда она уводит Союз от МКС, запутавшиеся парашютные стропы обрываются, не давая космическому кораблю улететь; Стоун выходит в открытый космос, чтобы перерезать тросы, и это удается как раз в тот момент, когда поле обломков возвращается, разрушая станцию. Стоун направляет Союз к Тяньгуну, но вскоре обнаруживает, что в двигателе Союза нет топлива.
После попытки связаться по радио с эскимосом на Земле Стоун смиряется со своей судьбой и отключает подачу кислорода в каюту, чтобы покончить с собой. Когда она начинает терять сознание, у неё возникает галлюцинация, в которой Ковальски входит в капсулу и приказывает ей подготовить ракеты Союз для мягкой посадки, чтобы направить капсулу к Тяньгуну. Стоун вновь обретает волю к продолжению полёта, восстанавливает подачу кислорода в космический корабль и запускает посадочные ракеты, чтобы направить капсулу к Тяньгуну.
Не сумев состыковаться с Тяньгуном, Стоун катапультируется из Союза и использует огнетушитель в качестве самодельного двигателя, чтобы добраться до быстро сходящего с орбиты Тяньгуна. Стоун удается войти в капсулу Тяньгун Шэньчжоу как раз в тот момент, когда станция входит в верхние слои атмосферы, и она отстыковывает капсулу как раз вовремя.
Капсула Шэньчжоу успешно вошла в атмосферу, несмотря на повреждения во время спуска, и приземлилась в озере. Радиосвязь из Хьюстона сообщает Стоун, что её засекли на радаре и что спасательные команды уже в пути. Стоун открывает люк, но не может выйти из-за хлынувшей воды. Она делает глубокий вдох и задерживает дыхание, пока капсула не погружается, позволяя ей выплыть через люк. Она сбрасывает свой скафандр «Сокол», который тянет её вниз, и выползает на пляж, после чего с торжествующим видом встаёт и уходит.

## В ролях
| Актёр             | Роль                      |
| ----------------- | ------------------------- |
| Сандра Буллок     | Райан Стоун               |
| Джордж Клуни      | Мэтт Ковальски            |
| Эд Харрис (голос) | Центр управления полётами |

## Создание
Ещё в детстве, живя в Мексике, будущий режиссёр картины Альфонсо Куарон был поклонником советской космической программы, а на стене в его спальне висели портреты Юрия Гагарина и Алексея Леонова. Именно история с выходом последнего в открытый космос, едва не закончившаяся гибелью космонавта, послужила источником вдохновения для сюжета фильма.
В 2009 году сын режиссёра Альфонсо Куарона Хонас дал отцу почитать черновой вариант сценария своего снимающегося фильма. Ознакомившись с ним, Куарон-старший проникся историей, написанной сыном, и понял, что хочет сделать что-то подобное:
Перед вами разворачивается совершенно увлекательное зрелище. Вы погружаетесь в него, сопереживаете героям, но при этом главными остаются не экшн-сцены, а внутреннее развитие героя, его духовное и эмоциональное преображение.
Приступив к работе, постановщик рассматривал на главную женскую роль Анджелину Джоли, Натали Портман, Блейк Лайвли, Скарлетт Йоханссон, Марион Котийяр, Рэйчел Вайс, Наоми Уоттс и другие кандидатуры. Буллок, в конце концов согласившаяся на роль, признавалась, что не понимала, как она будет сниматься: «Я совершенно не представляла себе, каким образом такая идея может быть претворена в жизнь. Мне говорили, что придётся сниматься в большом самолёте, который поднимается в небо и резко падает вниз, симулируя условия невесомости на 20 секунд. И так весь день. А я ещё вдобавок не люблю летать».
Мэтта мог сыграть Роберт Дауни-младший.
Съёмки фильма проходили с мая по июль 2011 года в Shepperton Studios, графство Суррей, Англия и на территории водохранилища Пауэлл, штат Аризона, США. На съёмочной площадке находились роботы и множество техники, а в качестве скафандров Куарон решил прибегнуть к американскому NASA и русскому «Соколу».
Британская компания Framestore, занимавшаяся разработкой спецэффектов для картины, заявила, что фильм по амбициозности сравним с «Аватаром» Джеймса Кэмерона. В частности, около 60 % событий, происходящих на экране, создавались с помощью компьютерной графики.
Исполнительный продюсер Крис Дефариа сообщил, что фильм начинается 17-минутной сценой, снятой одним дублем без видимых монтажных склеек.
Практически все сцены фильма были подготовлены с помощью компьютера, затем в них были интегрированы лица актёров, снятых в специально построенном кубе размером 6×6×6 метров со светодиодными стенами, на которые выводилось изображение окружающего космоса. В результате были получены достоверные отражение в стёклах скафандров и светотень на лицах и одежде. Рендеринг производился с помощью программы Arnold. Лишь для обработки шейдеров программистами была написана 71 тысяча строк кода. По словам руководителя по визуальным эффектам Криса Уоттса, если бы для визуализации использовался однопроцессорный компьютер, начать расчёты пришлось бы за 5 тысяч лет до нашей эры, чтобы успеть к премьере.

## Отзывы и оценки
Фильм был встречен в прессе с восторгом. По данным портала Rotten Tomatoes, 97 % критиков дали фильму положительную оценку, средняя оценка по почти 300 отзывам составила 9,1 из 10. По данным Metacritic, средняя оценка фильма составила 96 из 100 (на основе 49 учтённых обзоров).
Научная сторона фильма удостоилась высоких оценок. Так, астрофизик Жан-Люк Марго, анализируя реалистичность фильма, отметил, что «киноделы основали свой сюжет на реалистических предпосылках и явно старались придерживаться физических принципов», что в фильме реалистично показана невесомость, поведение света и жидкостей в космосе, инерция, распространение звука
. Астронавт Майк Массимино отметил, что работа космонавтов и техника показаны в фильме максимально достоверно. Тем не менее, за отдельные технические ошибки фильм критиковали, в частности, излишне упрощённое изображение полётов между различными космическими объектами. В ответ на критику режиссёр фильма напомнил, что «это не документальный фильм, а фантастический».
Джеймс Кэмерон назвал «Гравитацию» лучшей кинолентой о космосе в истории кино. Квентин Тарантино также включил фильм в число лучших картин года по своему мнению. Многие издания назвали «Гравитацию» одним из лучших фильмов 2013 года, в том числе Rolling Stone, Huffington Post, The Guardian, Yahoo Movies, GQ, Adme, Газета.ру. А такие издания как Time, Empire, «Мир фантастики», КГ-Портал назвали его лучшим фильмом года. Несколько изданий включили «Гравитацию» в списки лучших фильмов XXI века и десятилетия, или как минимум лучших фантастических фильмов десятилетия.

## Награды
Информация согласно кинобазе IMDb:
- 2013 — приз 70-го Венецианского кинофестиваля Future Film Festival Digital.
- 2013 — приз Голливудского кинофестиваля за лучшую женскую роль (Сандра Буллок).
- 2013 — включение в список 10 лучших фильмов года по версии Национального совета кинокритиков США.
- 2013 — включение в список 10 лучших фильмов года по версии Американского института киноискусства.
- 2014 — 3 премии «Спутник»: лучшая музыка (Стивен Прайс), лучшие визуальные эффекты, лучший звук, и ещё 5 номинаций: лучший фильм, лучшая режиссёрская работа (Альфонсо Куарон), лучшая женская роль (Сандра Буллок), лучшая операторская работа (Эммануэль Любецки), лучший монтаж.
- 2014 — номинация на премию Гильдии киноактёров США за лучшую женскую роль (Сандра Буллок).
- 2014 — премия «Золотой глобус» за лучшую режиссёрскую работу (Альфонсо Куарон) и ещё 3 номинации: лучший драматический фильм года, лучшая женская роль в драме (Сандра Буллок), лучшая музыка (Стивен Прайс).
- 2014 — 6 премий BAFTA: лучший британский фильм, лучшая режиссёрская работа (Альфонсо Куарон), лучшая музыка (Стивен Прайс), лучшая операторская работа (Эммануэль Любецки), лучшие визуальные эффекты, лучший звук, и ещё 5 номинаций: лучший фильм, лучшая женская роль (Сандра Буллок), лучший оригинальный сценарий (Альфонсо Куарон, Хонас Куарон), лучшая работа художника-постановщика, лучший монтаж (Альфонсо Куарон, Марк Сэнгер).
- 2014 — 7 премий «Оскар»: лучшая режиссёрская работа (Альфонсо Куарон), лучшая музыка (Стивен Прайс), лучшая операторская работа (Эммануэль Любецки), лучший монтаж (Альфонсо Куарон, Марк Сэнгер), лучший звуковой монтаж (Гленн Фримэнтл), лучший звук (Скип Ливси, Нив Адири, Кристофер Бенстид и Крис Манро), лучшие визуальные эффекты (Тим Уэббер, Крис Лоуренс, Дэйв Ширк и Нил Корбоулд), и ещё 3 номинации: лучший фильм, лучшая женская роль (Сандра Буллок) и лучшие декорации (Энди Николсон, Рози Гудвин, Джоанн Вуллард).
- 2014 — 5 премий «Сатурн»: лучший научно-фантастический фильм, лучший режиссёр (Альфонсо Куарон), лучшая актриса (Сандра Буллок), лучший монтаж (Альфонсо Куарон, Марк Сэнгер), лучшие визуальные эффекты, и ещё 3 номинации: лучший актёр второго плана (Джордж Клуни), лучший сценарий (Альфонсо Куарон, Хонас Куарон), лучшие декорации (Энди Николсон)

## Спин-офф «Анингак»
Параллельно со съёмками основного фильма соавтор сценария Хонас Куарон снял как режиссёр 7-минутный спин-офф «Aningaaq», с другого ракурса показывающий разговор Райан Стоун с загадочным Анингаком. События представлены от лица Анингака (Орто Игнатиуссен) — инуита, живущего в Гренландии и занимающегося рыбной ловлей в то время, когда через портативную радиостанцию он получает сигнал бедствия Mayday. Как и Стоун, он не понимает, с кем говорит, считая, что имя его собеседницы — Мэйдей. Когда Стоун изображает собачий лай, Анингак начинает выть, чтобы его собаки завыли, и этот вой подхватывает Стоун. К Анингаку подходит его жена с младенцем, который плачет, и Анингак утешает его (Стоун слышит детский плач). Затем связь прерывается, и Анингак отходит от саней, где у него установлена радиостанция.
По словам Хонаса Куарона, он приехал в Гренландию за три недели до остальной группы, чтобы подыскать место для съёмок и актёров. Разговор Райан и Анингака позже были вставлены в основной фильм. Бюджет фильма, профинансированного Warner Home Video, составил около $100 000, главным образом это были транспортные расходы на перелёт съёмочной группы.
Предполагалось, что фильм может быть выдвинут на «Оскар» в номинации короткометражных фильмов, став тем самым первым в истории спин-оффом, номинированным одновременно с основным фильмом. Однако в итоге номинирован он не был. Ожидается, что короткометражка будет выпущена на DVD и Blu-ray как дополнительный материал к основному фильму.

## Факты
- C момента оставления МКС героиня носит российский скафандр, принадлежащий вымышленному космонавту Роскосмоса Л. Демидову. На скафандре имеется нашивка экипажа МКС «Экспедиция 42», которая в реальности осуществилась только в ноябре 2014 года[78]. Сам скафандр является комбинацией спасательного скафандра «Сокол», не предназначенного для выхода в открытый космос, со шлемом от скафандра «Орлан», однако шлем настоящего скафандра «Орлана» выполнен несъёмным.
- Космический корабль многоразового использования, на фоне которого протекает вступление фильма, схож с челноками «Спэйс Шаттл», однако носит название нелетавшего полномасштабного макета челнока OV-100 «Explorer», (дословно «Исследователь»), в дальнейшем, после выхода фильма на экран, переименованного в «Независимость»[79][80]. Также персонаж фильма называет номер миссии STS — 157, что значительно превышает количество фактических полётов по завершённой программе «Спэйс Шаттл» (135)[81].
- Герой Джорджа Клуни шутит о том, что стремится побить рекорд по суммарной продолжительности работ в открытом космосе, который принадлежит реальному космонавту Анатолию Соловьёву[82].
- По мотивам фильма была выпущена игра для Android и iOS Gravity: Don’t Let Go[83].
- Нарендра Моди сравнил бюджет фильма со стоимостью реальной межпланетной миссии Мангальян[84].
- Создатели фильма «доработали» спускаемые аппараты кораблей «Союз» и «Шэньчжоу», снабдив конструкцию боковым люком (вероятно, по аналогии с капсулой «Аполлона»), именно этим люком предпочитают пользоваться герои[85][86].
- Китайская станция, которая была показана в фильме, упоминается как «Тяньгун» и похожа на Тяньгун-3. Однако на момент съёмки (в 2013 году) в космосе была только одна станция этой серии — Тяньгун-1.
- Актёр Эд Харрис , озвучивший руководителя Центра управления полётами, в фильме «Аполлон-13» (1995) сыграл главу Центра управления полётами Джина Кранца.
- Показанный в начале фильма подрыв спутника имеет реальный прототип — в 2007 году КНР испытала противоспутниковое оружие, уничтожив собственный старый метеорологический спутник «Фэнъюнь-1C»[87]. В результате разрушения спутника и перехватчика образовалось облако обломков: системы наземного слежения зарегистрировали как минимум 2317 фрагментов космического мусора размером от нескольких сантиметров и более. Обломки этого спутника находились в том числе и в плоскости орбиты МКС, пролетев от неё на расстоянии менее 1 км в 2011 году[88]. Подобное событие повторилось в 2008 году
- Прокат фильма в США начался 4 октября 2013 года — в 56-ю годовщину запуска первого искусственного спутника Земли «Спутник-1»[89].